# Pierre-Yves Trémois
Pierre-Yves Trémois (París, 8 de gener de 1921 - 16 d'agost de 2020) va ser un dibuixant, il·lustrador, pintor, gravador, ceramista i escultor francès.
Conegut per les seves obres de dibuix, evocadores en parts iguals del surrealisme i la il·lustració científica, i que combinen la precisió i el rigor gràfic amb la fantasia extravagant, Trémois va començar la seva formació artística amb disset anys, quan va ingressar a l'École nationale supérieure des beaux-arts de París, on va ser deixeble del pintor Fernand Sabatté. Després, l'artista prova moltes disciplines, entre les quals dibuix, pintura, escultura, ceràmica. Especialment dotat per al gravat, va produir les seves primeres creacions el 1942. No va abandonar els seus altres talents: el 1943 va guanyar el primer Gran Premi de Roma de pintura. L'any següent va optar per dedicar-se al burí i a l'aiguafort. Artista polivalent, Trémois també crea nombroses escultures, la majoria en bronze. Per exemple, Énergies, una escultura monumental encarregada per la RATP el 1977 per a l'estació de RER de Châtelet - Les Halles. Pierre-Yves Trémois també va ser membre de l'Acadèmia de Dibuix de Florència, de la Reial Acadèmia Flamenca de Bèlgica i del Comitè Nacional del Llibre Il·lustrat de França. Membre de l'Académie des Beaux-Arts de l'Institut de France des de 1978, arribà a ser-ne el degà. També va il·lustrar nombrosos llibres rars i valuosos, com ara L'Apocalipsi de Sant Joan, el 1961, amb la participació de Bernard Buffet i Salvador Dalí.